# جبل الحوار
جبل الحوار أو صخرة الحوارة هو عبارة عن جبل كبير أملس يُروى أن ناقة نبي الله صالح خرجت منه ولجا إليه ابن الناقة بعد عقر الناقة، ويقع الجبل جانب منطقة مزحم الناقة والتي ترتبط أيضاً بقصة ناقة نبي الله صالح وقتها في ذلك المكان ويقع الجبل في منطقة الحجر شمال محافظة العلا التابعة لمنطقة المدينة المنورة.